# Lê Thanh Sơn (đạo diễn)
Lê Thanh Sơn (sinh ngày 13 tháng 3 năm 1977) là nhà biên kịch kiêm đạo diễn điện ảnh Việt Nam. Anh được biết đến với bộ phim Em chưa 18 - phim điện ảnh Việt Nam có doanh cao nhất năm 2017 cũng là phim điện ảnh Việt Nam có doanh thu cao nhất lịch sử - tính đến thời điểm phim ra mắt. Với thành công này, Lê Thanh Sơn được mệnh danh là "đạo diễn trăm tỷ" của Việt Nam.

## Cuộc đời và sự nghiệp
Lê Thanh Sơn sinh ngày 13 tháng 3 năm 1977 tại Thành phố Hồ Chí Minh, là con thứ hai của nhà văn - nhà báo Thanh Giang tác giả kịch bản chuyển thể phim điện ảnh như: Cư xá màu xanh, Đêm Bến Tre. Anh từng là học sinh chuyên văn trường Nguyễn Thị Minh Khai. Năm 14 tuổi Sơn bắt đầu chơi nhạc rock, sau này, anh học sáng tác với nhạc sĩ Trí Thanh. Sơn theo học và tốt nghiệp thủ khoa trung cấp khoa Thanh nhạc tại Nhạc viện Thành phố Hồ Chí Minh. Sơn mong muốn tự dàn dựng một vở nhạc kịch Rock cho riêng mình, nên quyết định học thêm ngành đạo diễn tại trường Đại học Sân khấu – Điện ảnh Thành phố Hồ Chí Minh, anh là học trò của đạo diễn Đào Bá Sơn. Sau đó Sơn tiếp tục tu nghiệp tại Đại học Nam California - Hoa Kỳ.

### Sự nghiệp điện ảnh
Năm 2005, bộ phim video có tựa đề Tôi là ai? do anh đạo diễn đã giành được giải Cánh diều bạc tại giải Cánh diều lần thứ 4 cũng là kết quả tôt nghiệp của anh. Sau khi tốt nghiệp, Sơn viết kịch bản phim có tựa đề "Cười" và được Quỹ Sáng tác trẻ của Hội Điện ảnh Việt Nam chọn chuyển thể với điều kiện anh phải hoàn thành chuyến học bổng tu nghiệp dài 6 tháng tại Đan Mạch. Anh đã từ chối chuyến tu nghiệp để nhận làm phó đạo diễn bộ phim Áo lụa Hà Đông của đạo diễn Lưu Huỳnh. Năm 2009, Lê Thanh Sơn đạo diễn bộ phim hành động Bẫy rồng kiêm vai trò biên kịch cùng với Hồ Quang Hưng và Johnny Trí Nguyễn. anh còn làm làm phó đạo diễn, chỉnh sửa kịch bản cho một số phim điện ảnh như Để Mai tính, Long Ruồi, Lửa Phật.
Năm 2017, Lê Thanh Sơn tiếp tục đạo diễn kiêm đồng biên kịch bộ phim điện ảnh Em chưa 18. Tác phẩm không chỉ đưa đẩy tên tuổi của Kiều Minh Tuấn và Kaity Nguyễn mà còn lập kỷ lục phòng vé trong nước năm 2017 với hơn 171 tỷ đồng doanh thu, là phim điện ảnh Việt Nam ăn khách nhất lịch sử thời điểm đó. Bộ phim Em chưa 18 xuất sắc dành được giải Cánh diều Bạc và Bông sen Vàng, còn Lê Thanh Sơn giành được hàng loạt giải cá nhân như Đạo diễn xuất sắc tại giải Cánh diều 2017, cùng hai giải cá nhân tại Men of the Year 2017. Năm 2019, ông là thành viên Ban giám khảo hạng mục phim truyện điện ảnh của  Liên hoan phim Việt Nam lần thứ 21.
Sau bảy năm vắng bóng, năm 2024, Lê Thanh Sơn thực hiện bộ phim điện ảnh Móng vuốt. Tác phẩm được quảng bá là phim điện ảnh đầu tiên của Việt Nam khai thác thể loại sinh tồn, quái thú. Dù có thời gian chuẩn bị dài và được quảng bá nhưng tác phẩm đã thất bại nặng khi chỉ thu về hơn 3,7 tỷ đồng sau hai tuần đầu công chiếu.

### Sự nghiệp âm nhạc
Năm 16 tuổi, Lê Thanh Sơn với vai trò chơi guitar-bass cùng hai người bạn từ thuở nhỏ là Hồ Quang Hưng chơi guitar lead và Lê Quang Minh chơi trống thành lập nhóm nhạc. Đến năm 1995 nhóm rock Little Wings của họ chính thức ra mắt, họ thường biểu diễn tại Nhà Văn hóa Thanh Niên Thành phố Hồ Chí Minh. Năm 1997, nhóm nhạc đã giành giải nhất cuộc thi sáng tác và hát tiếng Anh Unplugged '97 của trường Đại học Khoa Ngoại ngữ - Đại học Khoa học xã hội và Nhân văn. Đêm giao thừa, ngày 31 tháng 12 năm 2017 đánh dấu sự tái hợp của nhóm sau gần 20 năm.
Năm 2016, Lê Thanh Sơn làm đạo diễn MV ca khúc chủ đề của bộ phim điện ảnh Fan cuồng.

## Đời tư
Vợ chồng Lê Thanh Sơn có hai con, một trai - một gái. Vợ của anh từng là người hâm mộ nhóm Little Wings, họ gặp nhau khi Sơn quay bộ phim Bẫy rồng.

## Tác phẩm

### Phim điện ảnh
| Năm  | Phim                 | Vai trò      | Chú thích |
| ---- | -------------------- | ------------ | --------- |
| 2004 | Tôi là ai?           | Đạo diễn     |           |
| 2009 | Bẫy rồng             | Đạo diễn     |           |
| 2007 | Cú và chim se sẻ     | Phó đạo diễn |           |
| 2009 | Áo lụa Hà Đông       | Phó đạo diễn | [ 3 ]     |
| 2011 | Long ruồi            | Phó đạo diễn | [ 3 ]     |
| 2011 | Saigon Yo!           | Phó đạo diễn | [ 3 ]     |
| 2013 | Lửa Phật             | Phó đạo diễn | [ 3 ]     |
| 2013 | Âm mưu giày gót nhọn | Phó đạo diễn | [ 3 ]     |
| 2010 | Để mai tính          | Phó đạo diễn | [ 3 ]     |
| 2017 | Em chưa 18           | Đạo diễn     |           |
| 2024 | Móng vuốt            | Đạo diễn     |           |

### Chương trình khác
| Chương trình                           | Hình thức           | Chú thích |
| -------------------------------------- | ------------------- | --------- |
| Một nhành mai - Fan cuồng OST          | MV                  | [ 17 ]    |
| Ngôi nhà mơ ước                        | truyền hình thực tế | [ 15 ]    |
| Phụ nữ yêu an toàn hay thú vị - Baemin | TVC                 |           |
| Lazada Tết 2022                        | TVC                 |           |
| The Champion (2021)                    | gameshow            | [ 10 ]    |

## Giải thưởng
| Năm  | Giải thưởng                        | Hạng mục                   | Đề cử      | Kết quả       | Chú thích |
| ---- | ---------------------------------- | -------------------------- | ---------- | ------------- | --------- |
| 2005 | Giải Cánh diều lần thứ 3           | Phim video (Phim ngắn tập) | Tôi là ai? | Cánh diều Bạc | [ 8 ]     |
| 2017 | Liên hoan phim Việt Nam lần thứ 20 | Phim điện ảnh              | Em chưa 18 | Bông sen Vàng | [ 18 ]    |
| 2018 | Giải Cánh diều lần thứ 16          | Phim điện ảnh              | Em chưa 18 | Cánh diều Bạc | [ 19 ]    |

| Năm  | Giải thưởng               | Hạng mục                    | Đề cử                       | Tác phầm   | Kết quả   | Chú thích |
| ---- | ------------------------- | --------------------------- | --------------------------- | ---------- | --------- | --------- |
| 2018 | Giải Cánh diều lần thứ 16 | Phim điện ảnh               | Đạo diễn xuất sắc           | Em chưa 18 | Đoạt giải | [ 19 ]    |
| 2018 | Men of the Year 2017      | Người đàn ông của năm       | Người đàn ông của năm       | Em chưa 18 | Đoạt giải | [ 12 ]    |
| 2018 | Men of the Year 2017      | Trở lại ngoạn mục trong năm | Trở lại ngoạn mục trong năm | Em chưa 18 | Đoạt giải | [ 12 ]    |